# Arquitetura otoniana

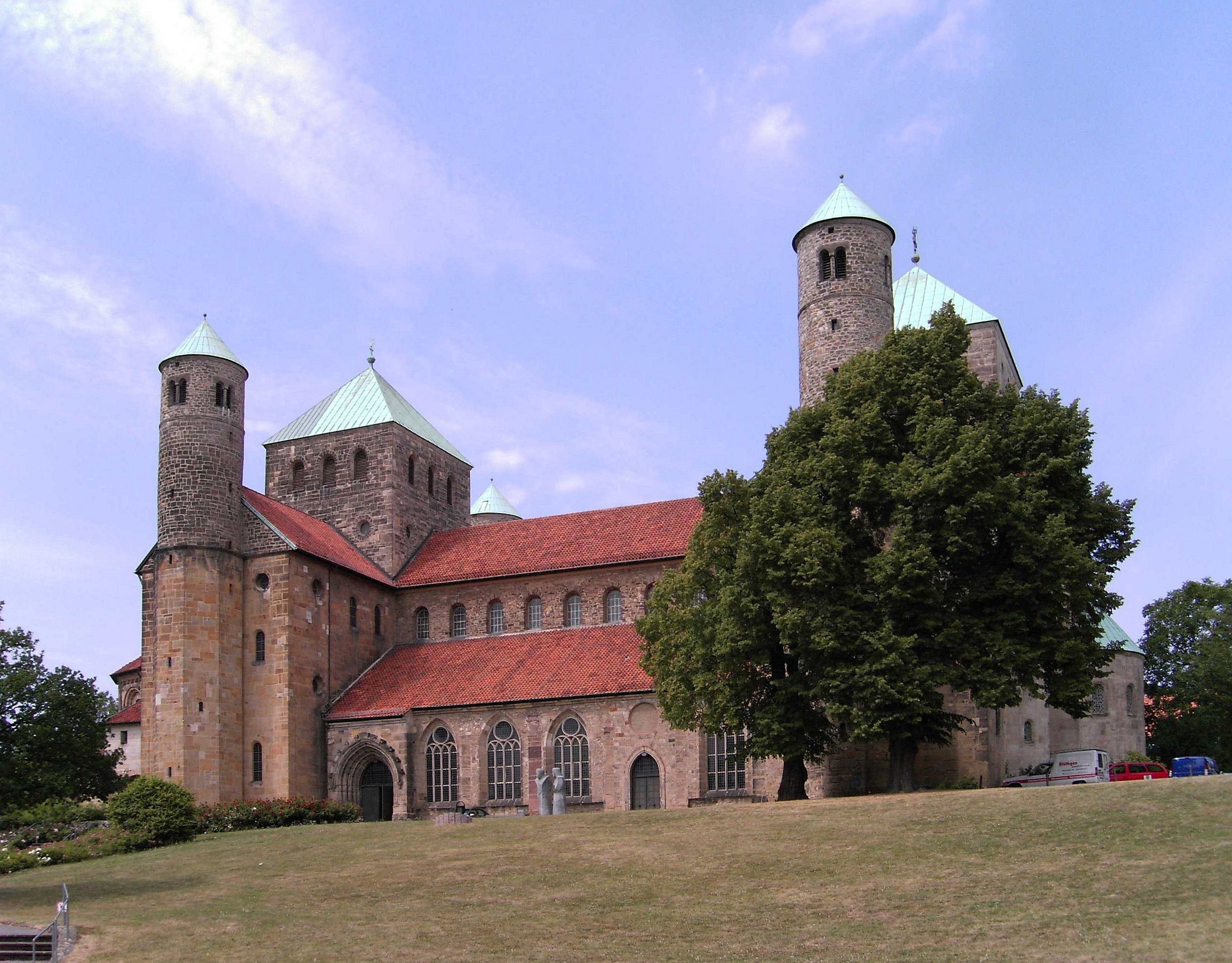
Igreja de São Miguel de Hildesheim (depois de 1001).

Arquitetura otoniana refere-se à arquitetura vigente na área de língua alemã a partir do reino de Otão o Grande (936-975), Imperador do Sacro-Império Romano-Germânico, que incluía à época a Alemanha e norte da Itália. Este período artístico, que em parte confunde-se com a origem do estilo românico, durou entre o século X até meados do século XI, quando surge a arquitetura românica propriamente dita na região abrangida pelo Sacro Império.
A arquitetura da época otoniana inspira-se especialmente na tradição da arquitetura carolíngia, mas também sofreu influência da arquitetura das basílicas paleo-cristãs. Ao contrário da época carolíngia, quando as grandes obras arquitetônicas foram financiadas pelos soberanos carolíngios, a arquitetura otoniana foi impulsada tanto pelos reis otonianos como por figuras religiosas destacadas, como bispos e abades das cidades e mosteiros germânicos.

## Exemplos

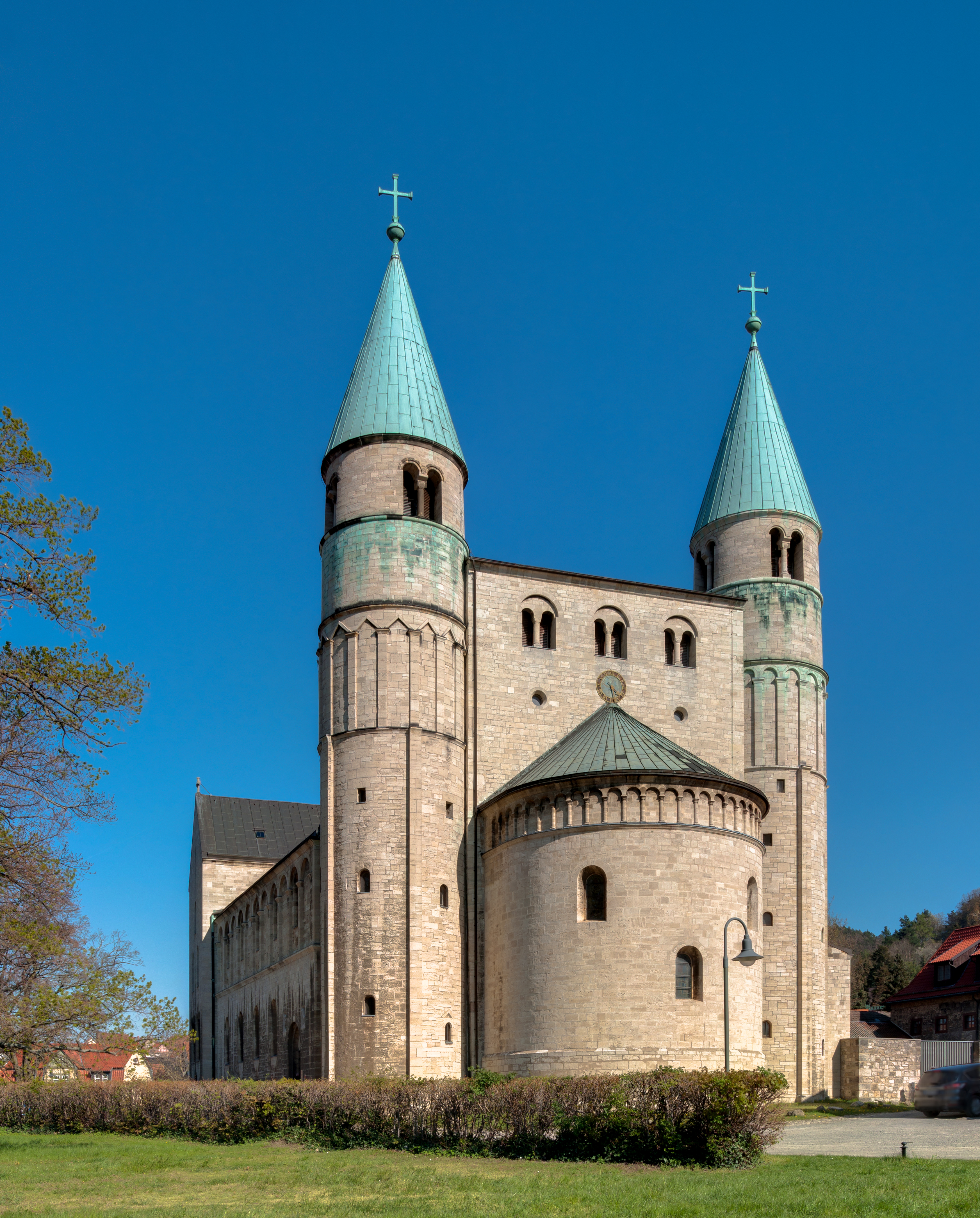
A Igreja de São Ciríaco, em Gernrode com a sua westwerk

Um dos poucos edifícios do início da época otoniana que ainda existe é a Igreja de São Ciriaco em Gernrode, começada em 959. A fachada possui um corpo ocidental flanqueado por duas torres, uma estrutura - chamada Westwerk em alemão - derivada da época carolíngia. Atualmente a fachada possui uma ábside que só foi construída na época românica, pois a igreja original possuía apenas uma ábside no lado leste. No interior a nave é tripartida, com as naves laterais separadas da central por um sistema de suportes que alterna um pilar e duas colunas. Esse esquema de suportes foi muito influente na arquitetura germânica subsequente. As naves laterais também possuem galerias com arcadas na parte superior, o que pode ser derivado da arquitetura bizantina ou paleocristã.

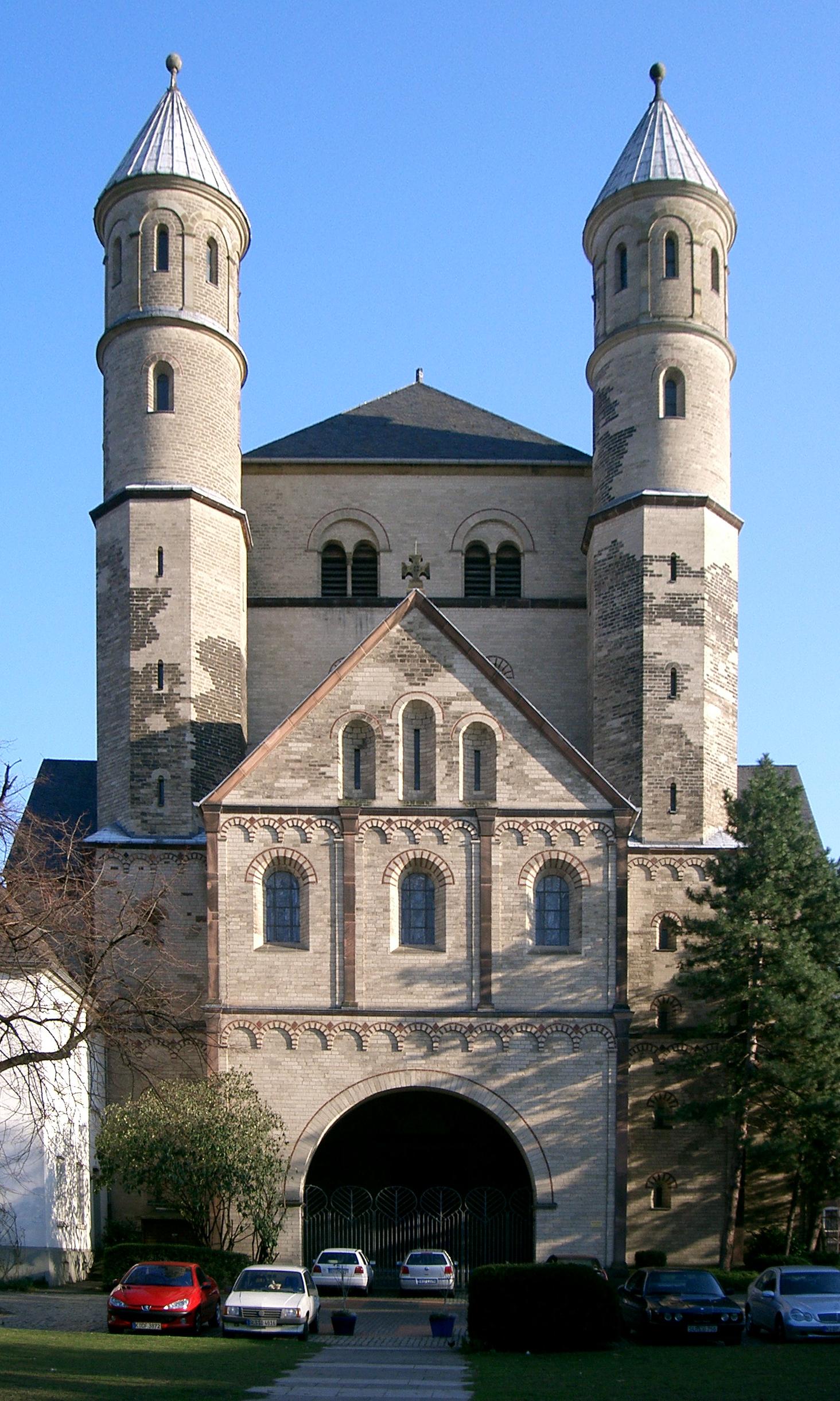
Fachada ocidental da Igreja de São Pantaleão de Colônia (fins do século X).

A Igreja de São Miguel em Hildesheim, começada em 1001, apresenta de cada lado da nave uma ábside e um transepto, um esquema relacionado ao plano carolíngio da Abadia de São Galo, datado do século VIII. Cada transepto possui uma grande torre de seção quadrada e é flanqueado por duas torres circulares, novamente inspiradas na época carolíngia. No interior, de três naves, repete-se o esquema de alternância de suportes visto de Gernrode. Criptas sob as ábsides permitiam o acesso às relíquias dos santos.
Em Colónia subsiste uma impressionante Westwerk da época otoniana, a fachada da Igreja de São Pantaleão (c. 980), com duas torres laterais e uma central. Na Catedral de Essen também subsiste uma fachada com três torres da época otoniana, construída após 971. O interior desta parte da igreja tem uma planta semi-octogonal inspirada na Capela palatina de Aquisgrão, construída por Carlos Magno ao redor do ano 800.

## Literatura
- Louis Grodecki, Au seuil de l'art roman. L'architecture ottonienne, Armand Collin, Paris, 1958, 342 p..
- Puig I. Cadafalch, La géographie et les origines du premier art roman, H. Laurens, Paris, 1935, 515 p..
- Robert Folz, « L'interprétation de l'Empire ottonien », Actes des congrés des historiens médiévistes de l'enseignement supérieur public, vol. 9, no 1,‎ 1978, p. 5-22 (lire en ligne [archive]).
- Jacques Thiébaut, « Art préroman, art ottonien, art roman (compte rendu) », Bulletin monumental, vol. 129, no 3,‎ 1971, p. 201-202 (lire en ligne [archive]).
- Marcel Durlat, « Les représentations de l'Église dans l'art ottonien et dans l'art roman (compte-rendu) », Bulletin monumental, vol. 132, no 2,‎ 1974, p. 107 (lire en ligne [archive]).
- André Grabar, « L'art de l'Empire au début du moyen-âge, les arts carolingiens et ottoniens (compte-rendu) », Cahiers de civilisation médiévale, vol. 18, no 69,‎ 1975, p. 70-74 (lire en ligne [archive]).  *
- Henri Focillon, L'an mil, Denoël, Paris, 1984, 187 p. (ISBN 9782282302461).
- Louis Grodecki et Florantine Müther, Le siècle de l'an mil (collection: Univers des formes), Gallimard, Paris, 1973, 436 p. (ISBN 2-07-010785-X).
- Gabrielle Demians D'Archimbaud, Histoire artistique de l'occident médiéval, Paris, Armand Colin, 1992, (ISBN 2200313047)
- Ulrik Laule, Rolf Toman, Achim Bednorz, Architecture médiévale, Feierabend, 2004
- Rolf Toman, L’Art roman, Paris, Place des Victoires, 2006, (ISBN 9782844590947)
- Marjorie Gevrey-Alfort, Perspectives ottoniennes de l'abbatiale d'Ottmarsheim : quand l'art roman conjugue mobilier, calligraphie et histoire des formes architecturales, Bâle, Presses de l'École d'architecture, 2008
- Annett Laube-Rosenpflanzer ; Lutz Rosenpflanzer: Kirchen, Klöster, Königshöfe : vorromanische Architektur zwischen Weser und Elbe, Halle 2007, (ISBN 3898124991)